# Indy Dontje

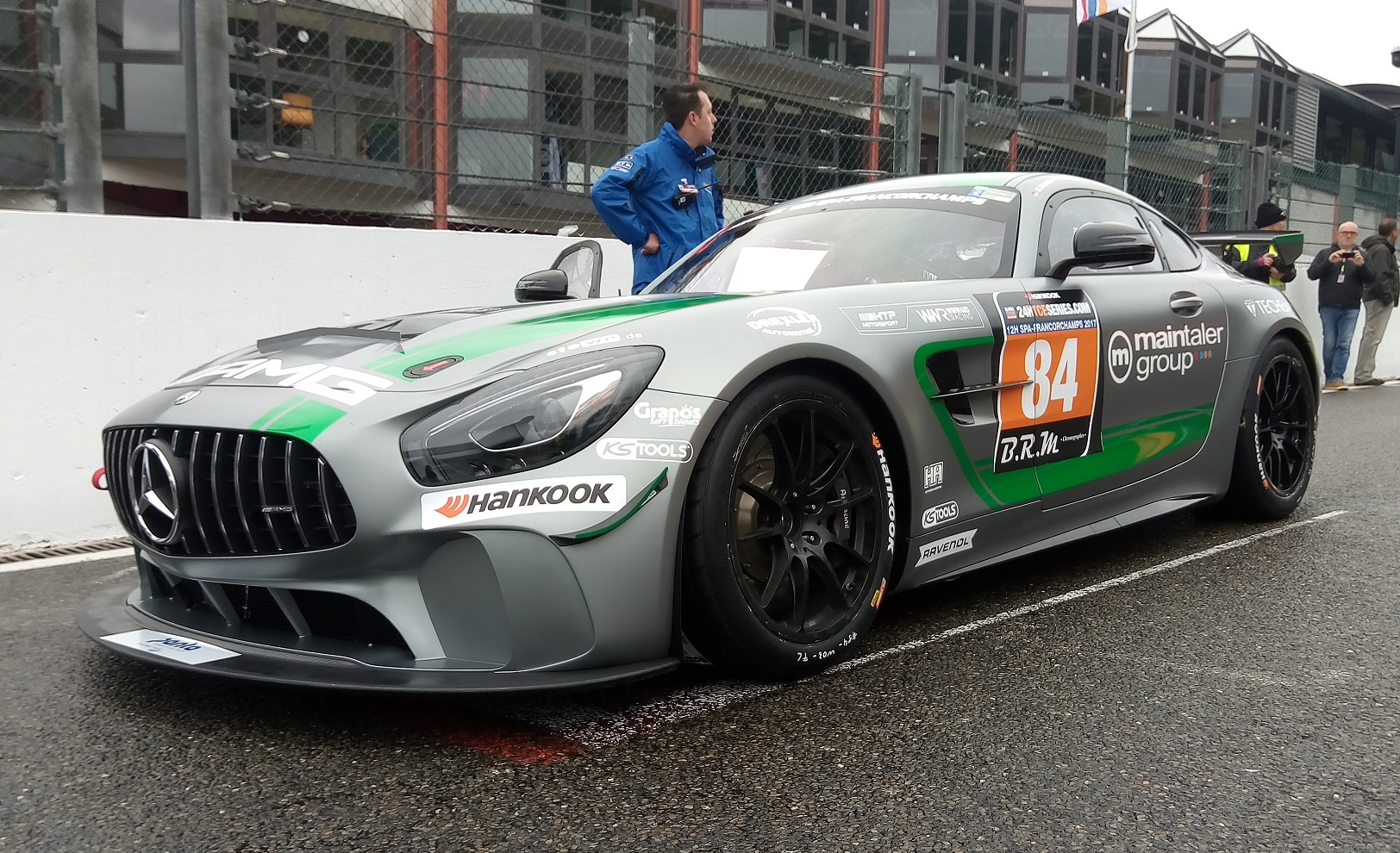
De Mercedes-AMG GT4 waarmee Dontje racete in de 12H of Spa

Indy Dontje (Alkmaar, 21 november 1992) is een Nederlandse autocoureur en entrepreneur. Na gestart te zijn in 2005 met kartkampioenschappen in Nederland om daarna door gestroomd te zijn naar de ADAC Formel Masters en ATS Formel 3 Cup. Sinds 2021 is Dontje Mercedes-Benz GT3-coureur.

## Carrière

### Karten
Vader Arthur Dontje ondersteunde zijn zoons Indy en Milan al vroeg in hun carrière met een eigen kartteam Dobla Racing. Arthurs chocoladebedrijf, Dobla, was de naamsponsor van het genoemde kartteam waar beide broers voor reden. Indy begon met racen in de Rotax Max-aangedreven klassen, zoals MiniMax en Junior Max. Nadat hij doorstroomde in de shifter-karts, racete Dontje in 2009 in het Duitse kartkampioenschap. Later in zijn kartcarrière, in 2010 en 2011, nam de jonge karter in de VS deel aan de SKUSA SuperNationals. In 2010 eindigde Dontje als derde in de S1-klasse.  Het jaar daarop eindigde Dontje als tweede in een door fabriek ondersteunde Energy Corse- kart. 

### Eenzitter Klasse
In 2012 maakte Dontje zijn eenzitterdebuut op 19-jarige leeftijd. Racend in de ADAC Formel Masters sloot Dontje zich aan bij Team Motopark, onderdeel van het Lotus F1 juniorprogramma. Gedurende het seizoen scoorde Dontje één podiumplaats en een derde plaats op de Sachsenring.  Voor 2013 bleef Dontje bij Team Motopark. Hij won de derde race van het seizoen, in Motorsport Arena Oschersleben .  De Nederlander won een tweede race op de Red Bull Ring .  Dontje was de enige coureur die tijdens het seizoen elke race punten scoorde. Hierdoor werd de Nederlander zesde in het klassement.
Voor 2014 bleef Dontje bij het door Lotus gesteunde Team Motopark om te racen in de ATS Formel 3 Cup .  Omdat het Duitse F3-kampioenschap over oudere machines beschikte in vergelijking met de Europese F3, had het Duitse kampioenschap moeite om veel coureurs aan te trekken, waarbij veel races werden verreden met minder dan tien coureurs. Dontje scoorde veertien podiumplaatsen, met één overwinning, uit 23 races. Dontje won de tweede race tijdens het Red Bull Ring -weekend.  De Nederlander nam in 2014 ook deel aan de Zandvoort Masters . Dontje daagde Nabil Jeffri uit voor de derde plaats, maar moest genoegen nemen met de vierde plaats en scoorde daarmee de snelste raceronde in de voortgang. 

### GT-racen
In 2015 benoemde Rowe Racing Dontje tot een van hun coureurs voor de Blancpain Endurance Series 2015 .  Na de eerste drie races stapte Dontje over naar het GT Russian Team voor de 24 uur van Spa 2015 en bleef bij het team voor de seizoensfinale. 
Nu Rowe Racing overstapte naar BMW, bleef Dontje in 2016 in het AMG Customer Sports-programma bij HTP Motorsport . Dontje reed de volledige Blancpain GT Series Endurance Cup 2016 met teamgenoten Luciano Bacheta en Clemens Schmid. De beste finish van het team was een vijfde plaats op Silverstone . Hij maakte ook zijn debuut in de 24 uur van de Nürburgring met collega-Mercedes-AMG-team Black Falcon . Het team viel uit na 57 ronden.  Voor 2017 stapte Dontje over van de Blancpain Endurance Series naar de ADAC GT Masters . Met de Mercedes-AMG GT scoorde Dontje twee podiumplaatsen, op Zandvoort en de Sachsenring, waarmee hij dertiende werd in het seriekampioenschap.
In 2023 sloot Dontje zich aan bij Winward Racing in hun uitgebreide GT World Challenge Europe Endurance Cup- inspanning, waarbij ze samen met Philip Ellis en Russell Ward streden in de Gold Cup-klasse.  Overigens had Dontje met team Winward Racing al de 24 uur van Daytona in 2021 gewonnen in de Pro-Am klasse.
In 2024 won Dontje weer de 24 uur van Daytona met het team Winward Racing in de Pro-Am Klasse.

## Ondernemerschap
De gebroeders Indy en Milan Dontje waren sinds 2013 mede eigenaar van het Kartcentrum Lelystad, maar sinds 2020 hebben zij het van handen gedaan om zich volledig te kunnen focussen op ID engines en de KartAcademy. 

## Resultaten

### Volledige resultaten van de 24 uur van de Nürburgring
| Jaar | Team                           | Bijrijders                                                | Auto             | Klas | Ronden |     | </br> |
| ---- | ------------------------------ | --------------------------------------------------------- | ---------------- | ---- | ------ | --- | ----- |
| 2016 | Zwarte Valk                    | Rob Huff "Gerwin" Abdulaziz Al-Faisal                     | Mercedes-AMG GT3 | SP9  | 57     | Ret | Ret   |
| 2017 | Mann-Filterteam HTP Motorsport | Kenneth Heyer Bernd Schneider Patrick Assenheimer         | Mercedes-AMG GT3 | SP9  | 155    | 14e | 14e   |
| 2018 | Mercedes-AMG Team Mann-filter  | Maximiliaan Götz Christian Hohenadel Renger van der Zande | Mercedes-AMG GT3 | SP9  | 129    | 17e | 16e   |
| 2019 | Wochenspiegel Team Monschau    | Hendrik Still Georg Weiss Leonard Weiss                   | Ferrari 488 GT3  | SP9  | 152    | 12e | 11e   |

### Volledige Blancpain GT Series Sprint Cup-resultaten
| Jaar | Team            | Auto                      | Klas   | 1      | 2      | 3      | 4      | 5      | 6      | 7      | 8      | 9      | 10     | 11     | 12     | 13                      | 14                     |     | Ptn |
| ---- | --------------- | ------------------------- | ------ | ------ | ------ | ------ | ------ | ------ | ------ | ------ | ------ | ------ | ------ | ------ | ------ | ----------------------- | ---------------------- | --- | --- |
| 2015 | GT Russian Team | Mercedes-Benz SLS AMG GT3 | Pro-Am | NOG QR | NOG CR | BRH QR | BRH CR | ZOL QR | ZOL CR | MOS QR | MOS CR | ALG QR | ALG CR | MIS QR | MIS CR | ZAN<br id="mw-Q"> QR 13 | ZAN<br id="mw_g"> CR 9 | 26e | 2   |

### Volledige resultaten van de Blancpain Endurance Series
| Year | Team                            | Car                       | Class  | 1      | 2       | 3       | 4       | 5      | Pos. | Pts |
| ---- | ------------------------------- | ------------------------- | ------ | ------ | ------- | ------- | ------- | ------ | ---- | --- |
| 2015 | Rowe Racing                     | Mercedes-Benz SLS AMG GT3 | Pro    | MON 15 | SIL 11  | LEC Ret |         |        | 27th | 1   |
| 2015 | GT Russian Team                 | Mercedes-Benz SLS AMG GT3 | Pro-Am |        |         |         | SPA Ret | NÜR 20 | 14th | 24  |
| 2016 | HTP Motorsport                  | Mercedes-AMG GT3          | Pro    | MON 21 | SIL 5   | LEC 40  | SPA 21  | NÜR 25 | 34th | 10  |
| 2017 | MANN-FILTER Team HTP Motorsport | Mercedes-AMG GT3          | Pro    | MON 14 | SIL Ret | LEC 51  | SPA Ret | BAR 40 | -    | -   |
| 2019 | Rinaldi Racing                  | Ferrari 488 GT3           | Silver | MON    | SIL     | LEC     | SPA Ret | BAR    | -    | -   |

### Complete ADAC GT Masters-resultaten
| Year | Team                             | Car              | Class  | 1        | 2        | 3       | 4        | 5         | 6        | 7         | 8        | 9        | 10      | 11      | 12        | 13       | 14       | Pos. | Pts |
| ---- | -------------------------------- | ---------------- | ------ | -------- | -------- | ------- | -------- | --------- | -------- | --------- | -------- | -------- | ------- | ------- | --------- | -------- | -------- | ---- | --- |
| 2017 | Mercedes-AMG Team HTP Motorsport | Mercedes-AMG GT3 | Junior | OSC 1 15 | OSC 2 6  | LAU 1 4 | LAU 2 10 | RBR 1 13  | RBR 2 7  | ZAN 1 3   | ZAN 2 16 | NÜR 1 12 | NÜR 2 7 | SAC 1 2 | SAC 2 Ret | HOC 1 11 | HOC 2 11 | 13th | 66  |
| 2018 | Mann-Filter Team HTP             | Mercedes-AMG GT3 | Junior | OSC 1 6  | OSC 2 27 | MST 1 4 | MST 2 16 | RBR 1 9   | RBR 2 16 | NÜR 1     | NÜR 2 17 | ZAN 1 26 | ZAN 2 5 | SAC 1 4 | SAC 2 22  | HOC 1 15 | HOC 2 3  | 5th  | 84  |
| 2019 | Mann-Filter Team HTP             | Mercedes-AMG GT3 |        | OSC 1 9  | OSC 2 8  | MST 1 5 | MST 2 6  | RBR 1 Ret | RBR 2    | ZAN 1 Ret | ZAN 2 21 | NÜR 1 6  | NÜR 2 5 | HOC 1 2 | HOC 2 7   | SAC 1    | SAC 2 5  | 3rd  | 145 |